# All Star Tennis '99
All Star Tennis '99 é um jogo eletrônico de simulação de tênis desenvolvido pela Smart Dog e publicado pela Ubi Soft, originalmente para PlayStation, em 20 de novembro de 1998. Versões para Nintendo 64 e Game Boy Color foram lançadas no ano seguinte. Na América do Norte e na maior parte da Europa, o jogador destacado na capa era Michael Chang. No entanto, na França, o jogador destacado foi Yannick Noah, e o jogo foi intitulado Yannick Noah All Star Tennis '99.

## Jogabilidade
All Star Tennis '99 é um jogo de simulação de tênis com modos individual, em duplas ou de torneio, bem como um modo World Tour composto por 11 competições internacionais. Além dos movimentos padrão do esporte, o jogador pode ativar a opção de três movimentos especiais, dois dos quais são exclusivos ao personagem utilizado.

## Recepção
A versão do jogo para Nintendo 64 recebeu críticas mistas, de acordo com o agregador de críticas GameRankings. Jeffrey Adam Young, da Next Generation, disse que "para os puristas do tênis, este jogo é uma clara perda - para os jogadores que buscam diversão, os problemas de controle tornam o jogo inaceitável."